# Гумин
Гумин — органическое вещество, входящее в состав почвы, нерастворимое в кислотах и органических растворителях. Гумины являются остатками растений, с течением времени могут превращаться в более богатые углеродом соединения, в том числе в битумы; в отличие от последних, частично растворяются в щелочах, образуя щелочные гуматы.